# Trititrigia cziczinii
Trititrigia cziczinii är en gräsart som beskrevs av Nikolai Nikolaievich Tzvelev. Trititrigia cziczinii ingår i släktet Trititrigia och familjen gräs. Inga underarter finns listade i Catalogue of Life.